# Days to Come
Days To Come – to czwarta produkcja w dorobku Bonobo. Wielu krytyków muzycznych uważa, iż płyta ta wyraźnie odbiega od wcześniejszych nagrań. Simon Green zdecydowanie kieruje się w stronę muzyki jazzowej, a ponadto po raz pierwszy wprowadza do swoich utworów aranżacje wokalne – tutaj w wykonaniu Bajki.
Album został wydany także w wersji z płytą dodatkową, na której umieszczono 7 bonusowych utworów.

## Lista utworów[4][5]
| Nr  | Tytuł | Długość |
| --- | --- | ------- |
| 1.  | "Intro" | 0:54    |
| 2.  | "Days To Come" (saksofon Ben Cook, wokal Bajka) | 3:50    |
| 3.  | "Between The Line" (saksofon: Tom Chant, wokal Bajka) | 4:37    |
| 4.  | "The Fever" | 4:21    |
| 5.  | "Ketto" | 5:07    |
| 6.  | "Nightlite" (wiolonczela: Simon Janes, smyczki Mike Simmonds, wokal Bajka)                                                                                   | 5:10    |
| 7.  | "Transmission94 (Parts 1 & 2)" (wiolonczela: Simon Janes, perkusja Jack Baker, Russell Knight, saksofon Ben Cook, Tom Chant, trąbki Ben Edwards, Mark Brown) | 7:58    |
| 8.  | "On Your Marks" | 4:11    |
| 9.  | "If You Stayed Over" (flet Dave Meckin, smyczki Mike Simmonds, wokal Fink)                                                                                   | 5:24    |
| 10. | "Walk In The Sky" (róg Ben Edwards, Mark Brown, wokal Bajka)                                                                                                 | 4:35    |
| 11. | "Recurring" (wiolonczela Simon Janes) | 5:07    |
| 1.  | "Days To Come (Instrumental)" (utwór na krążku bonusowym) | 3:50    |
| 2.  | "Between The Lines (Instrumental)" (utwór na krążku bonusowym)                                                                                               | 4:36    |
| 3.  | "Nightlite (Demo Version)" (utwór na krążku bonusowym) | 5:11    |
| 4.  | "If You Stayed Over (Instrumental)" (utwór na krążku bonusowym)                                                                                              | 2:16    |
| 5.  | "If You Stayed Over (Reprise)" (utwór na krążku bonusowym)                                                                                                   | 1:44    |
| 6.  | "Walk In The Sky (Instrumental)" (utwór na krążku bonusowym)                                                                                                 | 4:06    |
| 7.  | "Hatoa" (utwór na krążku bonusowym) | 4:22    |

## Twórcy
1. Bajka: wokal.
2. Simon Green: fortepian, gitara, gitara basowa, keyboard, ksylofon, mandolina, perkusja.
3. Jack Baker: perkusja.
4. Mark Brown: trąbka.
5. Tom Chant: saksofon.
6. Ben Cook: saksofon.
7. Ben Edwards: trąbka.
8. Fink: wokal.
9. Simon Janes: wiolonczela.
10. Russell Knight: perkusja.
11. Dave Meckin: flet.
12. Andy Ross: flet.
13. Mike Simmonds: smyczki.